# Uutela
Uutela (en suédois : Nybondas) est une section du quartier de Vuosaari à Helsinki, la capitale de la Finlande.

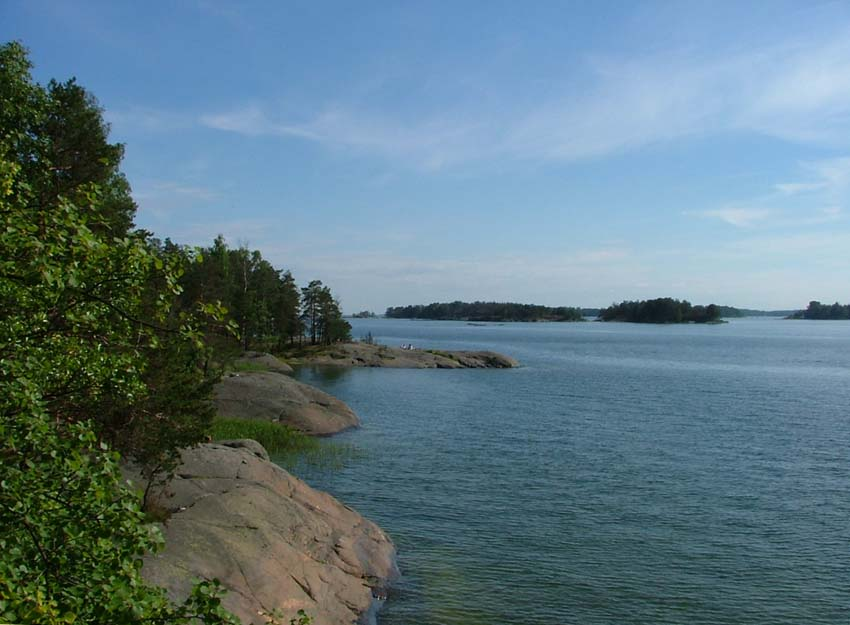
Rives rocheuses de Uutela.

## Description
Uutela a une surface de 1,35 km2, elle a 6 habitants(1.1.2010) et offre 1 emploi(31.12.2008).

## Galerie

Échelle à poissons du canal de Uutela.
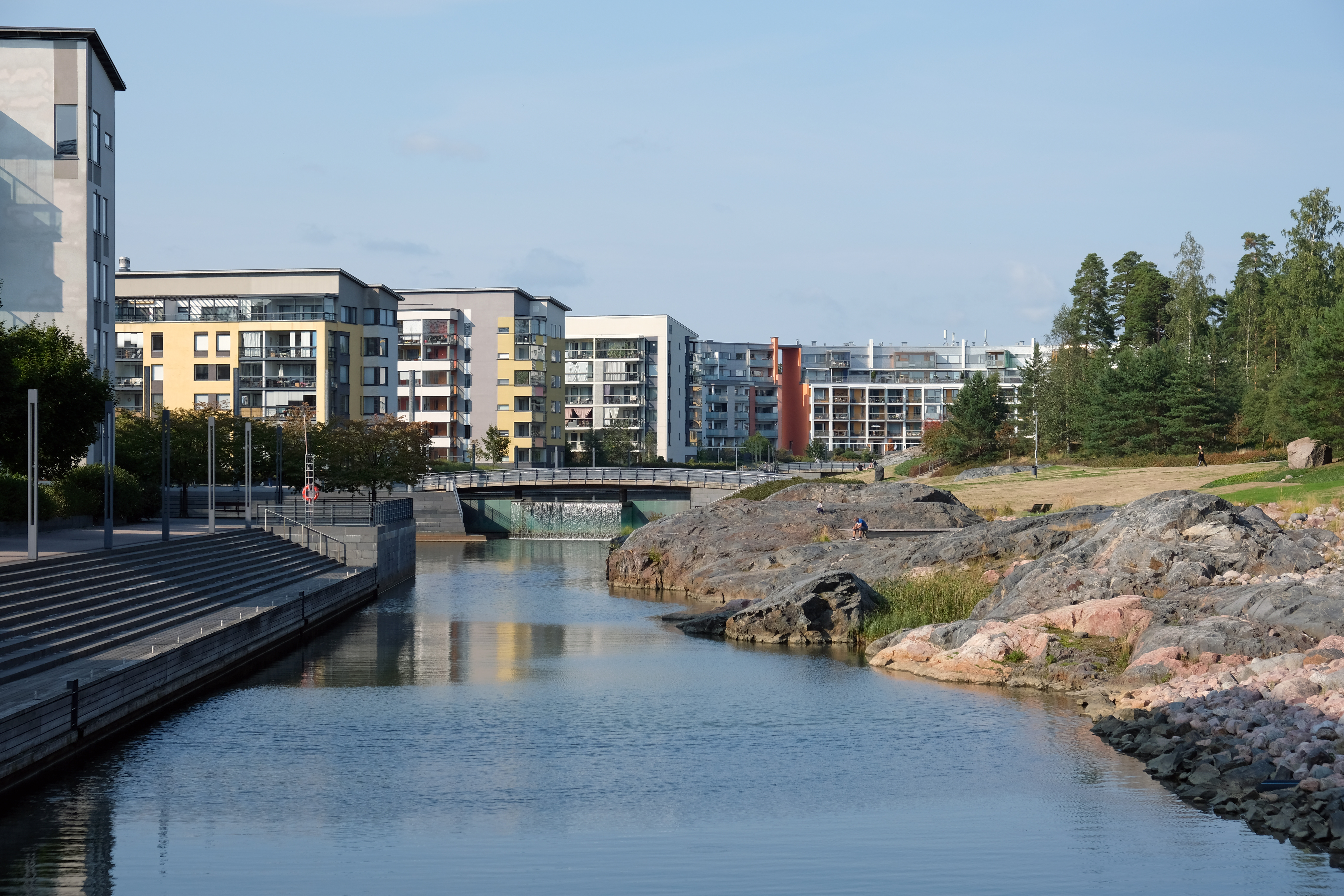
Le canal de Uutela.
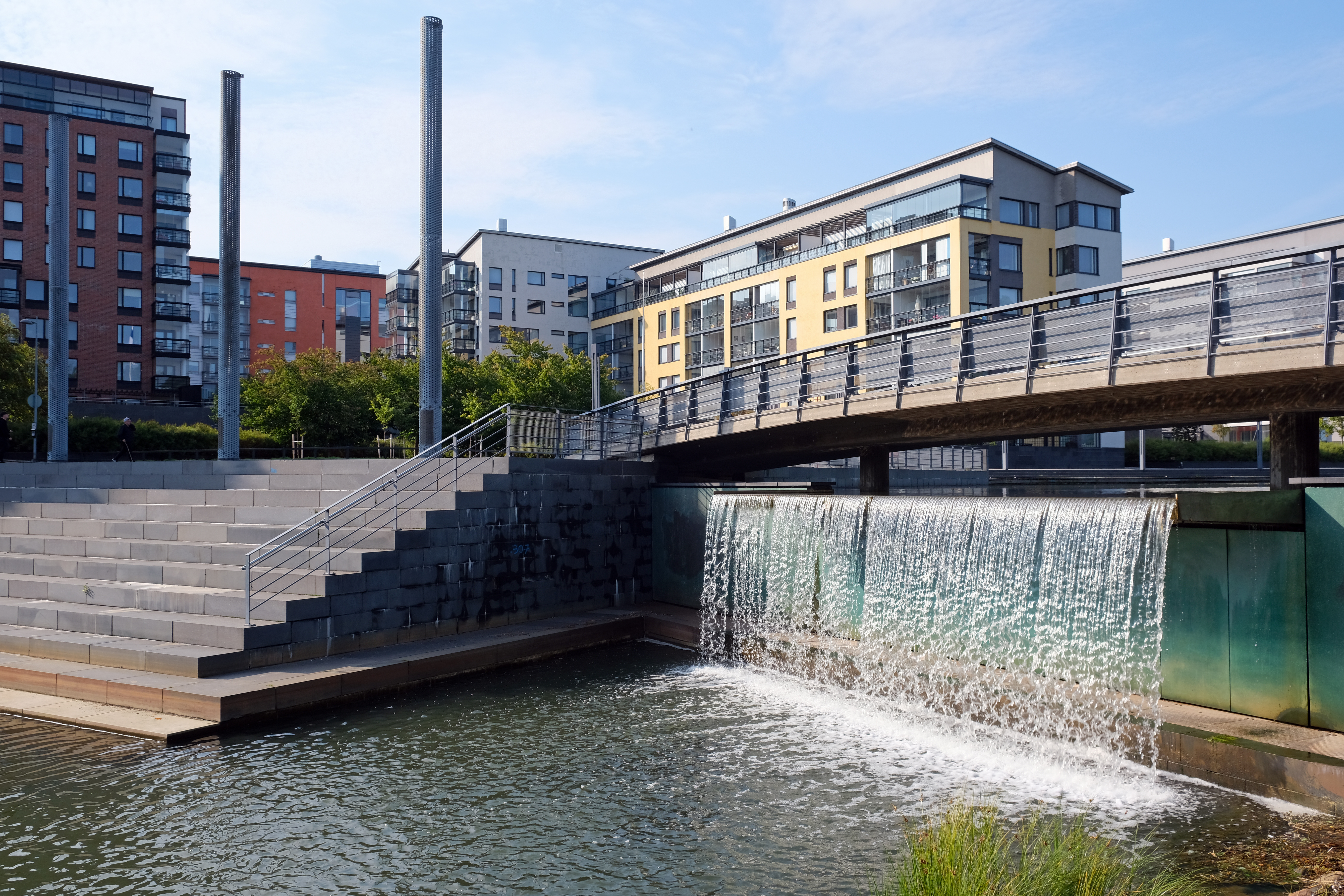
Le pont Sumujen silta.